# Carnots sats (geometri)
Carnots sats avser vanligen en sats inom euklidisk geometri som säger att för en triangel {\displaystyle \triangle ABC} med den omskrivna cirkelns radie {\displaystyle R} och mittpunkt {\displaystyle D}, den inskrivna cirkelns radie {\displaystyle r} och mittpunkt {\displaystyle E} och sidornas mittpunkter {\displaystyle F,\,G,\,H} (tillika fotpunkter till sidorna), gäller:
{\displaystyle {\overline {DF}}+{\overline {DG}}+{\overline {DH}}=R+r}
Här betecknar {\displaystyle {\overline {DX}}} ett avstånd försett med tecken så att en längd är negativ om och endast om sträckan från {\displaystyle D} till {\displaystyle X} ligger helt utanför triangeln, vilket är fallet för en av sträckorna i en trubbvinklig triangel.
| Trubbvinklig triangel | Spetsvinklig triangel |
| --- | --- |
| | |
| {\displaystyle \|{\overline {DG}}\|+\|{\overline {DH}}\|-\|{\overline {DF}}\|=\|{\overline {DA}}\|+\|{\overline {EI}}\|=R+r} | {\displaystyle \|{\overline {DG}}\|+\|{\overline {DH}}\|+\|{\overline {DF}}\|=\|{\overline {DA}}\|+\|{\overline {EI}}\|=R+r} |

Satsen är uppkallad efter den franske matematikern Lazare Carnot (1753-1823).
Även en annan sats som också behandlar trianglar och fotlinjer till en punkt kallas ibland Carnots sats. Denna sats säger (beteckningar som i figuren ovan) att för en triangel {\displaystyle \triangle ABC} och en godtycklig punkt {\displaystyle D} med fotpunkterna {\displaystyle F,\,G,\,H} på triangelsidorna gäller:
{\displaystyle |{\overline {AG}}|^{2}+|{\overline {BH}}|^{2}+|{\overline {CF}}|^{2}=|{\overline {BG}}|^{2}+|{\overline {CH}}|^{2}+|{\overline {AF}}|^{2}}
Denna sats generaliseras lätt till att gälla alla polygoner.

## Bevis av Carnots sats
Allmänt gäller att eftersom triangelns sidor är kordor till den omskrivna cirkeln, så är linjen från en sidas mittpunkt till den omskrivna cirkelns medelpunkt normal mot sidan, det vill säga att exempelvis vinkeln {\displaystyle \angle AGD} (beteckningar enligt bild ovan) är rät.

### Bevis för en spetsvinklig triangel
I en spetsvinklig triangel ligger den omskrivna cirkelns medelpunkt {\displaystyle D} inom triangeln. Vi ser att vi kan dela in triangeln i tre stycken fyrhörningar {\displaystyle \square AGDF}, {\displaystyle \square BHDG} och {\displaystyle \square CFDH}. Exempelvis {\displaystyle \square AGDF} kan inskrivas i en cirkel med diametern {\displaystyle R} eftersom vinklarna vid {\displaystyle F} och {\displaystyle G} är räta (en konsekvens av Thales sats) och motsvarande gäller såklart för de bägge andra. Vi vet också att enligt Ptolemaios sats är produkten av diagonalerna i en inskriven fyrhörning lika med summan av de motstående sidornas produkter. Det vill säga för {\displaystyle \square AGDF} får vi:
{\displaystyle {\overline {AD}}\cdot {\overline {FG}}={\overline {AG}}\cdot {\overline {DF}}+{\overline {AF}}\cdot {\overline {DG}}}   (1)
vi ser vidare att:
{\displaystyle 2\cdot {\overline {FG}}={\overline {BC}}},
{\displaystyle 2\cdot {\overline {AG}}={\overline {AB}}},
{\displaystyle 2\cdot {\overline {AF}}={\overline {AC}}} samt
{\displaystyle {\overline {AD}}=R}
Om vi multiplicerar båda sidor i (1) med två och sätter in de fyra nyssnämnda likheterna får vi:
{\displaystyle R\cdot {\overline {BC}}={\overline {AB}}\cdot {\overline {DF}}+{\overline {AC}}\cdot {\overline {DG}}}   (2)
och såklart motsvarande för de båda övriga fyrhörningarna:
{\displaystyle R\cdot {\overline {AC}}={\overline {AB}}\cdot {\overline {DH}}+{\overline {BC}}\cdot {\overline {DG}}}   (3)
{\displaystyle R\cdot {\overline {AB}}={\overline {AC}}\cdot {\overline {DH}}+{\overline {BC}}\cdot {\overline {DF}}}   (4)
Vår ursprungliga triangel {\displaystyle \triangle ABC} kan delas upp i tre trianglar på två olika sätt, dels i tre trianglar med ett hörn i {\displaystyle D} och dels tre trianglar med ett hörn i {\displaystyle E} (övriga hörn utgörs såklart av hörn i vår ursprungliga triangel) och ytan av vår triangel kan skrivas på två olika sätt (vi multiplicerar med två för att slippa en tvåa i nämnaren):
{\displaystyle 2\cdot |\triangle ABC|={\overline {AB}}\cdot {\overline {DG}}+{\overline {BC}}\cdot {\overline {DH}}+{\overline {AC}}\cdot {\overline {DF}}}
{\displaystyle 2\cdot |\triangle ABC|=r({\overline {AB}}+{\overline {AC}}+{\overline {BC}})}
{\displaystyle r({\overline {AB}}+{\overline {AC}}+{\overline {BC}})={\overline {AB}}\cdot {\overline {DG}}+{\overline {BC}}\cdot {\overline {DH}}+{\overline {AC}}\cdot {\overline {DF}}}   (5)
Genom att addera vänster och höger led i (2), (3), (4) och (5) fås
{\displaystyle R\cdot {\overline {BC}}+R\cdot {\overline {AC}}+R\cdot {\overline {AB}}+r({\overline {AB}}+{\overline {AC}}+{\overline {BC}})=}
{\displaystyle ={\overline {AB}}\cdot {\overline {DF}}+{\overline {AC}}\cdot {\overline {DG}}+{\overline {AB}}\cdot {\overline {DH}}+{\overline {BC}}\cdot {\overline {DG}}+{\overline {AC}}\cdot {\overline {DH}}+{\overline {BC}}\cdot {\overline {DF}}+{\overline {AB}}\cdot {\overline {DG}}+{\overline {BC}}\cdot {\overline {DH}}+{\overline {AC}}\cdot {\overline {DF}}}
vilken förenklas till
{\displaystyle (R+r)\cdot ({\overline {AB}}+{\overline {AC}}+{\overline {BC}})=({\overline {DG}}+{\overline {DH}}+{\overline {DF}})\cdot ({\overline {AB}}+{\overline {AC}}+{\overline {BC}})}
och slutligen, eftersom summan av triangelsidornas längder är nollskild
{\displaystyle R+r={\overline {DG}}+{\overline {DH}}+{\overline {DF}}}

### Bevis för en trubbvinklig triangel
Beviset för en trubbvinklig triangel följer samma resonemang som för den spetsvinkliga ovan, men, eftersom {\displaystyle D} ligger utanför triangeln får detta vissa konsekvenser. Vi anser inledningsvis att alla sträckor har en positiv längd och struntar alltså i den avståndsdefinition som nämns i inledningen. Beteckningarna följer figuren ovan.
Liksom tidigare har vi tre fyrhörningar: {\displaystyle \square AGFD}, {\displaystyle \square BHDG} och {\displaystyle \square CDFH}. Av dessa är {\displaystyle \square BHDG} "identisk" med tidigare och ger:
{\displaystyle R\cdot {\overline {AC}}={\overline {AB}}\cdot {\overline {DH}}+{\overline {BC}}\cdot {\overline {DG}}}   (1)
De båda andra fyrhörningarna "slog knut" på sig själv när vi flyttade ut hörnet {\displaystyle D} och vi har ersatt dem med nya. Två tidigare sidor är nu diagonaler och de båda tidigare diagonalerna har blivit sidor. 
Tillämpning av Ptolemaios sats på {\displaystyle \square AGFD} ger:
{\displaystyle {\overline {AF}}\cdot {\overline {DG}}={\overline {AD}}\cdot {\overline {FG}}+{\overline {AG}}\cdot {\overline {DF}}}
Likartad behandling som i fallet med en spetsvinklig triangel ger oss:
{\displaystyle {\overline {AC}}\cdot {\overline {DG}}=R\cdot {\overline {BC}}+{\overline {AB}}\cdot {\overline {DF}}}
Omstrukturering ger sedan:
{\displaystyle R\cdot {\overline {BC}}={\overline {AC}}\cdot {\overline {DG}}-{\overline {AB}}\cdot {\overline {DF}}}   (2)
För den tredje fyrhörningen får vi på samma sätt:
{\displaystyle R\cdot {\overline {AB}}={\overline {AC}}\cdot {\overline {DH}}-{\overline {BC}}\cdot {\overline {DF}}}   (3)
Den inskrivna cirkelns mittpunkt ligger självklart innanför triangeln, så, liksom tidigare:
{\displaystyle 2\cdot |\triangle ABC|=r({\overline {AB}}+{\overline {AC}}+{\overline {BC}})}
Men för en "uppdelning" i tre trianglar med spetsen i {\displaystyle D} noterar vi att {\displaystyle |\triangle ABC|=|\triangle ABD|+|\triangle BCD|-|\triangle ACD|} det vill säga:
{\displaystyle 2\cdot |\triangle ABC|={\overline {AB}}\cdot {\overline {DG}}+{\overline {BC}}\cdot {\overline {DH}}-{\overline {AC}}\cdot {\overline {DF}}}
Vi slår ihop våra två areaberäkningar till:
{\displaystyle r({\overline {AB}}+{\overline {AC}}+{\overline {BC}})={\overline {AB}}\cdot {\overline {DG}}+{\overline {BC}}\cdot {\overline {DH}}-{\overline {AC}}\cdot {\overline {DF}}}    (4)
Addition av höger- och vänsterled i (1), (2), (3) och (4) ger
{\displaystyle R\cdot {\overline {AC}}+R\cdot {\overline {BC}}+R\cdot {\overline {AB}}+r({\overline {AB}}+{\overline {AC}}+{\overline {BC}})=}
{\displaystyle {\overline {AB}}\cdot {\overline {DH}}+{\overline {BC}}\cdot {\overline {DG}}+{\overline {AC}}\cdot {\overline {DG}}-{\overline {AB}}\cdot {\overline {DF}}+{\overline {AC}}\cdot {\overline {DH}}-{\overline {BC}}\cdot {\overline {DF}}+{\overline {AB}}\cdot {\overline {DG}}+{\overline {BC}}\cdot {\overline {DH}}-{\overline {AC}}\cdot {\overline {DF}}}
vilken förenklas till
{\displaystyle (R+r)\cdot ({\overline {AB}}+{\overline {AC}}+{\overline {BC}})=({\overline {DG}}+{\overline {DH}}-{\overline {DF}})\cdot ({\overline {AB}}+{\overline {AC}}+{\overline {BC}})}
och slutligen, eftersom summan av triangelsidornas längder är nollskild
{\displaystyle R+r={\overline {DG}}+{\overline {DH}}-{\overline {DF}}}
Genom att nu definiera längden som negativ för sträckor som ligger helt utanför triangeln, som {\displaystyle {\overline {DF}}} gör, får vi:
{\displaystyle R+r={\overline {DG}}+{\overline {DH}}+{\overline {DF}}}

### Bevis för en rätvinklig triangel
I en rätvinklig triangel sammanfaller {\displaystyle D} med mittpunkten på hypotenusan, låt oss säga {\displaystyle F} (med beteckningar som i figurerna ovan). Att satsen även gäller när vi låter {\displaystyle |{\overline {DF}}|} gå mot noll ger såklart en fingervisning att den även gäller när {\displaystyle |{\overline {DF}}|=0}. Men, vi visar det ändå (på ett lite annorlunda sätt, eftersom två av fyrhörningarna i ovanbehandlade fall nu "blivit" trianglar):
Vår formel för arean som summan av tre trianglar med ett hörn i {\displaystyle E} gäller såklart:
{\displaystyle 2\cdot |\triangle ABC|=r({\overline {AB}}+{\overline {AC}}+{\overline {BC}})}
Triangelns dubbla area kan självfallet också räknas ut som (vinkeln i B är ju rät):
{\displaystyle 2\cdot |\triangle ABC|={\overline {AB}}\cdot {\overline {BC}}}
Sätter vi ihop dessa får vi:
{\displaystyle r({\overline {AB}}+{\overline {AC}}+{\overline {BC}})={\overline {AB}}\cdot {\overline {BC}}}
vilket ger en formel för den  i en rätvinklig triangel inskrivna cirkelns radie:
{\displaystyle r={\frac {{\overline {AB}}\cdot {\overline {BC}}}{{\overline {AB}}+{\overline {AC}}+{\overline {BC}}}}}
Enligt Pythagoras sats har vi
{\displaystyle {\overline {AB}}^{2}+{\overline {BC}}^{2}-{\overline {AC}}^{2}=0}
så vi kan lägga till detta i vår formel för den inskrivna cirkelns radie (som vi först multiplicerar med två):
{\displaystyle 2\cdot r={\frac {2\cdot {\overline {AB}}\cdot {\overline {BC}}+{\overline {AB}}^{2}+{\overline {BC}}^{2}-{\overline {AC}}^{2}}{{\overline {AB}}+{\overline {AC}}+{\overline {BC}}}}={\frac {({\overline {AB}}+{\overline {BC}}+{\overline {AC}})\cdot ({\overline {AB}}+{\overline {BC}}-{\overline {AC}})}{{\overline {AB}}+{\overline {AC}}+{\overline {BC}}}}={\overline {AB}}+{\overline {BC}}-{\overline {AC}}}
Och vi har ännu en formel för den i en rätvinlig triangel inskrivna cirkelns radie:
{\displaystyle r={\frac {1}{2}}({\overline {AB}}+{\overline {BC}}-{\overline {AC}})}
Eftersom hypotenusan är en diameter i den omskrivna cirkeln har vi också:
{\displaystyle R={\frac {1}{2}}{\overline {AC}}}
Dessa båda ger oss:
{\displaystyle R+r={\frac {1}{2}}({\overline {AB}}+{\overline {BC}})}
{\displaystyle \square BHDG} är en rektangel och detta, samt att fotpunkterna är mittpunkter på sidorna, ger oss {\displaystyle {\overline {AB}}=2\cdot {\overline {BG}}=2\cdot {\overline {DH}}} och {\displaystyle {\overline {BC}}=2\cdot {\overline {BH}}=2\cdot {\overline {DG}}} och sålunda, eftersom {\displaystyle {\overline {DF}}=0}, får vi:
{\displaystyle R+r={\overline {DH}}+{\overline {DG}}+{\overline {DF}}}

## Bevis av Carnots "andra" sats
Beviset följer enkelt genom att man för de sex rätvinkliga trianglar som har ett hörn i D och ett hörn vardera i en fotpunkterna (F, G eller H) och ett intilliggande hörn i △ABC (A, B eller C), alltså trianglarna △AGD, △BGD, △BHD, △CHD, △ CFD och △AFD tillämpar Pythagoras sats på dem och sedan adderar varannan och subtraherar varannan av dessa. Kvadraterna på hypotenusorna (AD, BD och CD) eliminerar då varandra och detsamma gör kvadraterna på de kateter som ansluter till D (DF, DG och DH):
{\displaystyle +|{\overline {AG}}|^{2}+|{\overline {DG}}|^{2}=+|{\overline {AD}}|^{2}}
{\displaystyle -|{\overline {BG}}|^{2}-|{\overline {DG}}|^{2}=-|{\overline {BD}}|^{2}}
{\displaystyle +|{\overline {BH}}|^{2}+|{\overline {DH}}|^{2}=+|{\overline {BD}}|^{2}}
{\displaystyle -|{\overline {CH}}|^{2}-|{\overline {DH}}|^{2}=-|{\overline {CD}}|^{2}}
{\displaystyle +|{\overline {CF}}|^{2}+|{\overline {DF}}|^{2}=+|{\overline {CD}}|^{2}}
{\displaystyle -|{\overline {AF}}|^{2}-|{\overline {DF}}|^{2}=-|{\overline {AD}}|^{2}}
om vi adderar höger- och vänsterled i de sex ovanståene uttrycken får vi kvar:
{\displaystyle |{\overline {AG}}|^{2}-|{\overline {BG}}|^{2}+|{\overline {BH}}|^{2}-|{\overline {CH}}|^{2}+|{\overline {CF}}|^{2}-|{\overline {AF}}|^{2}=0}
Det vill säga:
{\displaystyle |{\overline {AG}}|^{2}+|{\overline {BH}}|^{2}+|{\overline {CF}}|^{2}=|{\overline {BG}}|^{2}+|{\overline {CH}}|^{2}+|{\overline {AF}}|^{2}}